# 極大イデアル
環 R の極大左イデアル（きょくだいひだりいである、英: maximal left ideal）とは、R 以外の左イデアルの中で（集合の包含関係に関して）極大なもののことである。すなわち、左イデアル I を真に含む左イデアルが R しかないときに I を R の極大左イデアルという。極大右イデアルおよび極大両側イデアルも同様に定義される。これらのイデアルは（環が 0 でなく単位元をもつとき）ツォルンの補題によって存在が保証される。可換環においては、左・右・両側の区別はない。唯一の極大左イデアルをもつ環は局所環と呼ばれる。

## 性質
- 環 R において、両側イデアル I が極大であることと、剰余環 R/I が単純環であることは同値である。特に可換環のイデアルが極大であることと、その剰余環が体であることは同値である[1]。
- 環 R において、左イデアル I が極大であることと、剰余加群 R/I が単純加群であることは同値である。
- 環の極大両側イデアルは素イデアルである[2]。逆は一般には成り立たない[注釈 2]。
- 全射環準同型による左極大イデアルの引き戻しは左極大イデアルとなるが、一般の環準同型に対してはこれは成り立たない[注釈 3]。
- （体でない）単項イデアル整域の0でない素イデアルは極大イデアルである。
- アルティン環の素イデアルは極大イデアルである。
- 可換アルティン環は有限個しか極大イデアルを持たない。
- 選択公理の下、クルルの定理より、0 でない可換環には極大イデアルが存在する。また、0 でない非可換環には極大左イデアルおよび極大右イデアルが存在する。
- 単位元を持たない環は極大（左／右）イデアルを持たないことがある。しかし、0 でない冪等元を持てば、極大左イデアルを持つ。

## 例
- 整数環 Z の極大イデアルは、ある素数 p で生成されるイデアル (p) = pZ であり、また任意の素数 p についてイデアル (p) は極大イデアルである[1]。
- 一般に単項イデアル整域において、0 でない素イデアルは極大イデアルである。
- 整数係数の1変数多項式環 Z[x] の極大イデアルは、ある素数 p と Z/pZ 係数多項式としてと見て既約な多項式 ƒ で生成されるイデアル (p, f) である[3]。
- 体 k を取り、k成分の2次下三角行列からなる環 {\displaystyle T_{2}(k)={\begin{bmatrix}k&0\\k&k\end{bmatrix}}} を考える。この環の極大左イデアルは {\displaystyle I={\begin{bmatrix}k&0\\k&0\end{bmatrix}}} と {\displaystyle J={\begin{bmatrix}0&0\\k&k\end{bmatrix}}} のふたつである。
- 代数的閉体 k 上の多項式環 {\displaystyle k[x_{1},\dots ,x_{n}]} の極大イデアルは、{\displaystyle (x_{1}-a_{1},\dots ,x_{n}-a_{n})} の形のイデアルである。この定理は弱い零点定理として知られている。

## 極大部分加群
環 R 上の加群 M の真の部分加群のうち極大なものを極大部分加群という。つまり、M の部分加群 N が極大部分加群であるとは、M ≠ N であり、かつ、{\displaystyle N\varsubsetneq K\varsubsetneq M} となる部分加群 K が存在しないことである。極大イデアルは正則加群 R の極大部分加群に他ならない。
極大部分加群は存在するとは限らないが、例えば0でない有限生成加群であれば存在する。